# Władcy Norwegii

Współczesny proporzec króla Norwegii

## Królestwo Norwegii

### Ynglingowie
| # | Imię                                            |          | Lata życia          | Lata życia              | Czas rządów | Czas rządów | Rodzice                                 |
| # | Imię                                            | Urodzony | Zmarł               | Od                      | Do          |             | Rodzice                                 |
| - | ----------------------------------------------- | -------- | ------------------- | ----------------------- | ----------- | ----------- | --------------------------------------- |
| 1 | Harald I Pięknowłosy Harald I Hårfagre          |          | ok. 850 Vestfold    | ok. 931/2 Rogaland      | ok. 872     | ok. 931/2   | Halfdan Czarny Ragnhilda Sigurdsdotter  |
| 2 | Eryk I Krwawy Topór Eirik I Blodøks             |          | ok. 885             | 954 Kumbria             | ok. 931     | ok. 933     | Harald Pięknowłosy Ragnhilda Potężna    |
| 3 | Haakon I Dobry Håkon I Adelstensfostre den Gode |          | ok. 918 Håkonshella | ok. 961 Bitwa pod Fitje | ok. 933     | ok. 961     | Harald Pięknowłosy Thora Morsterstang   |
| 4 | Harald II Szara Opończa Harald II Gråfell       |          | ok. 935             | ok. 970                 | ok. 961     | ok. 970     | Eryk Krwawy Topór Gunhilda Matka Królów |

### Skjoldungowie
| # | Imię                               |          | Lata życia | Lata życia            | Czas rządów | Czas rządów | Rodzice                                |
| # | Imię                               | Urodzony | Zmarł      | Od                    | Do          |             | Rodzice                                |
| - | ---------------------------------- | -------- | ---------- | --------------------- | ----------- | ----------- | -------------------------------------- |
| 5 | Harald Sinozęby Harald Blåtann     |          | ?          | ok. 985/7             | ok. 970     | ok. 985/7   | Gorm Stary Tyra Danebod                |
| 6 | Swen Widłobrody Svein Tjugeskjegg  |          | ok. 960    | 3 lutego 1014 Lincoln | ok. 985/7   | 995         | Harald Sinozęby Tofa obodrycka         |
| – | Haakon Sigurdsson Faktyczny władca |          | ok. 935    | luty 995              | ok. 970     | luty 995    | Sigurd Haakonsson Bergljot Toresdatter |

### Ynglingowie
| # | Imię                                 |          | Lata życia | Lata życia                                  | Czas rządów | Czas rządów | Rodzice                              |
| # | Imię                                 | Urodzony | Zmarł      | Od                                          | Do          |             | Rodzice                              |
| - | ------------------------------------ | -------- | ---------- | ------------------------------------------- | ----------- | ----------- | ------------------------------------ |
| 7 | Olaf I Tryggvasson Olav I Trygvasson |          | ?          | 9 listopada ok. 1000 Bitwa morska pod Svold | 995         | ok. 1000    | Tryggve Olafsson Astrid Eiriksdottir |

### Skjoldungowie
| #   | Imię                                                          |          | Lata życia | Lata życia            | Czas rządów | Czas rządów   | Rodzice                             |
| #   | Imię                                                          | Urodzony | Zmarł      | Od                    | Do          |               | Rodzice                             |
| --- | ------------------------------------------------------------- | -------- | ---------- | --------------------- | ----------- | ------------- | ----------------------------------- |
| (6) | Swen Widłobrody Svein Tjugeskjegg Ponownie                    |          | ok. 960    | 3 lutego 1014 Lincoln | ok. 1000    | 3 lutego 1014 | Harald Sinozęby Tofa obodrycka      |
| –   | Eryk z Lade Eric Haakonsson w imieniu Swena Widłobrodego      |          | 957        | 1024                  | ok. 1000    | 1012          | Haakon Sigurdsson                   |
| –   | Haakon Eiriksson Håkon Eiriksson w imieniu Swena Widłobrodego |          | ok. 998    | ok. 1029              | 1012        | 1015          | Eryk z Lade Gyda duńska             |
| –   | Swen z Lade Sweyn Haakonsson w imieniu Swena Widłobrodego     |          | ?          | ok. 1016              | ok. 1000    | 1015          | Haakon Sigurdsson Tora Skagesdatter |

### Ynglingowie
| # | Imię                               |          | Lata życia        | Lata życia                   | Czas rządów | Czas rządów | Rodzice                             |
| # | Imię                               | Urodzony | Zmarł             | Od                           | Do          |             | Rodzice                             |
| - | ---------------------------------- | -------- | ----------------- | ---------------------------- | ----------- | ----------- | ----------------------------------- |
| 8 | Olaf II Święty Olav II den Hellige |          | ok. 993 Ringerike | 29 lipca ok. 1030 Stiklestad | 1015        | 1028        | Harald Grenske Åsta Gudbrandsdatter |

### Skjoldungowie
| #  | Imię                                  |          | Lata życia | Lata życia                    | Czas rządów | Czas rządów       | Rodzice                            |
| #  | Imię                                  | Urodzony | Zmarł      | Od                            | Do          |                   | Rodzice                            |
| -- | ------------------------------------- | -------- | ---------- | ----------------------------- | ----------- | ----------------- | ---------------------------------- |
| 9  | Kanut Wielki Knud den Mentige         |          | ok. 990    | 12 listopada 1035 Shaftesbury | 1028        | 12 listopada 1035 | Swen Widłobrody Sygryda Storråda   |
| –  | Haakon Eiriksson Regent               |          | ok. 998    | ok. 1029                      | 1028        | ok. 1029          | Eryk z Lade Gyda duńska            |
| 10 | Swen Knutsson Knud den Mentige        |          | ok. 1016   | 1035                          | ok. 1029    | 1035              | Kanut Wielki Aelgifu z Northampton |
| –  | Aelgifu z Northampton Ælgifu Regentka |          | ok. 990    | po 1036                       | ok. 1029    | 1035              | Ælfhelm Wulfrun                    |

### Ynglingowie
| #  | Imię                           |          | Lata życia | Lata życia           | Czas rządów | Czas rządów          | Rodzice                           |
| #  | Imię                           | Urodzony | Zmarł      | Od                   | Do          |                      | Rodzice                           |
| -- | ------------------------------ | -------- | ---------- | -------------------- | ----------- | -------------------- | --------------------------------- |
| 11 | Magnus I Dobry Magnus den Gode |          | 1024       | 25 października 1047 | 1035        | 25 października 1047 | Olaf II Święty Astrid Olofsdatter |

### Ród króla Haralda
| #  | Imię                                    |          | Lata życia         | Lata życia                            | Czas rządów      | Czas rządów         | Rodzice                                   |
| #  | Imię                                    | Urodzony | Zmarł              | Od                                    | Do               |                     | Rodzice                                   |
| -- | --------------------------------------- | -------- | ------------------ | ------------------------------------- | ---------------- | ------------------- | ----------------------------------------- |
| 12 | Harald III Srogi Harald III Hårdråde    |          | ok. 1015 Ringerike | 25 września 1066 Stamford Bridge      | 1046             | 25 września 1066    | Sigurd Syr Asta Gudbrandsdatter           |
| 13 | Magnus II Haraldsson                    |          | 1048 lub 1049      | 28 kwietnia 1069 Trondheim            | 25 września 1066 | 28 kwietnia 1069    | Harald III Srogi Tora Torbergsdatter      |
| 14 | Olaf III Pokojowy Olav III Kyrre        |          | ok. 1050           | 22 września 1093 Haakeby              | 1067             | 22 września 1093    | Harald III Srogi Tora Torbergsdatter      |
| 15 | Haakon Magnusson                        |          | ok. 1068/9         | luty 1095 Dovrefjell                  | 1093             | luty 1095           | Magnus II Haraldsson ?                    |
| 16 | Magnus III Bosy Magnus III Berføt       |          | 1073               | 24 sierpnia 1103 Downpatrick          | 1093             | 24 sierpnia 1103    | Olaf III Pokojowy Tora Jonsdatter         |
| 17 | Olaf Magnusson Olav Magnusson           |          | 1099               | 22 grudnia 1115 Trondheim             | 1103             | 22 grudnia 1115     | Magnus III Bosy Sigrid                    |
| 18 | Eystein I Magnusson Øystein I Magnusson |          | ok. 1088           | 29 sierpnia 1123 Hustad               | 1103             | 29 sierpnia 1123    | Magnus III Bosy ?                         |
| 19 | Sigurd I Krzyżowiec Sigurd I Jorsalfare |          | ok. 1090           | 26 marca 1130 Oslo                    | 1103             | 26 marca 1130       | Magnus III Bosy Tora                      |
| 20 | Magnus IV Ślepy Magnus IV den Blinde    |          | ok. 1115           | 12 listopada 1139 Bitwa pod Holmengrå | 1130             | 1135                | Sigurd I Krzyżowiec Borghilda Olavsdotter |
| 21 | Harald IV Gille                         |          | ok. 1102 Irlandia  | 14 grudnia 1136 Bergen                | 1130             | 14 grudnia 1136     | Magnus III Bosy ?                         |
| 22 | Sigurd II Gęba Sigurd II Munn           |          | 1133               | 10 czerwca 1155 Bergen                | 1136             | 10 czerwca 1155     | Harald IV Gille Thora Guttormsdotter      |
| 23 | Inge I Garbaty Inge I Krokrygg          |          | ok. 1134/5         | 4 lutego 1161 Oslo                    | 1136             | 4 lutego 1161       | Harald IV Gille Ingrid Rangvaldsdatter    |
| 24 | Eystein II Øystein Haraldsson           |          | ok. 1125           | 24 sierpnia(?) 1157 Bohuslän          | 1142             | 24 sierpnia(?) 1157 | Harald IV Gille Bjaðök                    |
| 25 | Magnus (V) Haraldsson Magnús Haraldsson |          | ok. 1135           | ok. 1145                              | 1142             | ok. 1145            | Harald IV Gille                           |
| 26 | Haakon II Barczysty Haakon II Herdebrei |          | 1147               | 7 lipca 1162 Romsdalen                | 1157             | 7 lipca 1162        | Sigurd II Gęba Thora                      |
| 27 | Magnus V Magnus V Erlingsson            |          | 1156 Etne          | 15 czerwca 1184 Fimreite              | 1161             | 15 czerwca 1184     | Erling Skakke Krystyna Sigurdsdatter      |

### Ród króla Sverrego
| #  | Imię                                    |          | Lata życia                | Lata życia                 | Czas rządów     | Czas rządów      | Rodzice                                    |
| #  | Imię                                    | Urodzony | Zmarł                     | Od                         | Do              |                  | Rodzice                                    |
| -- | --------------------------------------- | -------- | ------------------------- | -------------------------- | --------------- | ---------------- | ------------------------------------------ |
| 28 | Sverre Sigurdsson                       |          | ok. 1151                  | 9 marca 1202 Bergen        | 1177            | 9 marca 1202     | Unås Gunnhilda                             |
| 29 | Haakon III Haakon III Sverresson        |          | ok. 1182                  | 1 stycznia 1204 Bergen     | 9 marca 1202    | 1 stycznia 1204  | Sverre Sigurdsson Astrid Roesdatter        |
| 30 | Guttorm Sigurdsson                      |          | 1199                      | 11 sierpnia 1204           | 1 stycznia 1204 | 11 sierpnia 1204 | Sigurd Lavard ?                            |
| 31 | Inge II Baardsson Inge II Baardssonv    |          | 1185                      | 23 kwietnia 1217 Trondheim | 1204            | 23 kwietnia 1217 | Baard Guttormsson Cecylia Sigurdsdatter    |
| 32 | Haakon IV Stary Haakon IV Haakonsson    |          | 1204 Folkenborg           | 16 grudnia 1263 Kirkwall   | czerwiec 1217   | 16 grudnia 1263  | Haakon III Inga z Varteig                  |
| 33 | Magnus VI Prawodawca Magnus VI Lagabøte |          | 1 maja 1268 Tonsberg      | 9 maja 1280 Bergen         | 16 grudnia 1263 | 9 maja 1280      | Haakon IV Stary Małgorzata Skuladotter     |
| 34 | Eryk II Wróg Księży Eirik II Magnusson  |          | 1268                      | 15 lipca 1299 Bergen       | 9 maja 1280     | 15 lipca 1299    | Magnus VI Prawodawca Ingeborga Eriksdatter |
| 35 | Haakon V Długonogi Haakon V Magnusson   |          | 10 kwietnia 1270 Tonsberg | 8 maja 1319 Tonsberg       | 15 lipca 1299   | 8 maja 1319      | Magnus VI Prawodawca Ingeborga Eriksdatter |

### Folkungowie
| #                                                                                  | Imię                                     |          | Lata życia         | Lata życia                  | Czas rządów        | Czas rządów        | Rodzice                           |
| #                                                                                  | Imię                                     | Urodzony | Zmarł              | Od                          | Do                 |                    | Rodzice                           |
| ---------------------------------------------------------------------------------- | ---------------------------------------- | -------- | ------------------ | --------------------------- | ------------------ | ------------------ | --------------------------------- |
| 36                                                                                 | Magnus VII Eriksson Magnus VII Eiriksson |          | kwiecień/maj 1316  | 1 grudnia 1374 Bømlafjorden | 24 sierpnia 1319   | 8/18 sierpnia 1355 | Eryk Magnusson Ingeborga Norweska |
| 37                                                                                 | Haakon VI Magnusson                      |          | sierpień 1340      | 11 września 1380 Oslo       | 8/18 sierpnia 1343 | 11 września 1380   | Magnus Eriksson Blanka z Namur    |
| 38                                                                                 | Olaf IV Olav IV                          |          | grudzień 1370 Oslo | 3 sierpnia 1387 Falsterbo   | 11 września 1380   | 3 sierpnia 1387    | Haakon VI Magnusson Małgorzata I  |
| Bezkrólewie (3 sierpnia 1387 – 2 lutego 1388) – Ogmund Finnsson Hestbø jako regent |                                          |          |                    |                             |                    |                    |                                   |

## Unia kalmarska(1397–1523)

### Estrydsenidzi
| #  | Imię                |          | Lata życia               | Lata życia                     | Czas rządów   | Czas rządów     | Rodzice                                |
| #  | Imię                | Urodzony | Zmarł                    | Od                             | Do            |                 | Rodzice                                |
| -- | ------------------- | -------- | ------------------------ | ------------------------------ | ------------- | --------------- | -------------------------------------- |
| 39 | Małgorzata Margrete |          | marzec 1353 Zamek Søborg | 28 października 1412 Flensburg | 2 lutego 1388 | 8 września 1389 | Waldemar Atterdag Jadwiga ze Szlezwiku |

### Gryfici
| #  | Imię                                  |          | Lata życia                    | Lata życia                    | Czas rządów     | Czas rządów    | Rodzice                          |
| #  | Imię                                  | Urodzony | Zmarł                         | Od                            | Do              |                | Rodzice                          |
| -- | ------------------------------------- | -------- | ----------------------------- | ----------------------------- | --------------- | -------------- | -------------------------------- |
| 40 | Eryk III Pomorski Erik III af Pommern |          | przed 11 czerwca 1382 Darłowo | przed 16 czerwca 1459 Darłowo | 8 września 1389 | 1 czerwca 1442 | Warcisław VII Maria Meklemburska |

### Wittelsbachowie
| # | Imię                                     |          | Lata życia                               | Lata życia                  | Czas rządów    | Czas rządów       | Rodzice                                             |
| # | Imię                                     | Urodzony | Zmarł                                    | Od                          | Do             |                   | Rodzice                                             |
| --- | ---------------------------------------- | -------- | ---------------------------------------- | --------------------------- | -------------- | ----------------- | --------------------------------------------------- |
| 41 | Krzysztof Bawarski Christoffer af Bayern |          | 26 lutego 1416 Neumarkt in der Oberpfalz | 5 stycznia 1448 Helsingborg | 1 czerwca 1442 | 5/6 stycznia 1448 | Jan Wittelsbach (Pfalz-Neumarkt) Katarzyna pomorska |
| Bezkrólewie (6 stycznia 1448–1448) – arcybiskup Aslak Bolt jako przewodniczący Rady Królestwa, (1448-20 listopada 1449) – Sigurd Jonsson jako regent |                                          |          |                                          |                             |                |                   |                                                     |

### Dynastia Bonde
| #  | Imię                                         |          | Lata życia            | Lata życia             | Czas rządów          | Czas rządów  | Rodzice                                    |
| #  | Imię                                         | Urodzony | Zmarł                 | Od                     | Do                   |              | Rodzice                                    |
| -- | -------------------------------------------- | -------- | --------------------- | ---------------------- | -------------------- | ------------ | ------------------------------------------ |
| 42 | Karol I Knutsson Bonde Carl I Knutsson Bonde |          | 1408 lub 1409 Uppsala | 15 maja 1470 Sztokholm | 25 października 1449 | 14 maja 1450 | Knut Tordsson Bonde Margaretta Karlsdotter |

### Oldenburgowie
| # | Imię                      |          | Lata życia            | Lata życia                  | Czas rządów       | Czas rządów     | Rodzice                                    |
| # | Imię                      | Urodzony | Zmarł                 | Od                          | Do                |                 | Rodzice                                    |
| --- | ------------------------- | -------- | --------------------- | --------------------------- | ----------------- | --------------- | ------------------------------------------ |
| 43 | Chrystian I Christian I   |          | luty 1426 Oldenburg   | 21 maja 1481 Kopenhaga      | 20 listopada 1449 | 21 maja 1481    | Dietrich Oldenburg Jadwiga von Schauenburg |
| Bezkrólewie (21 maja 1481 – 24 sierpnia 1482) – arcybiskup Gaute Ivarsson jako przewodniczący Rady Królestwa, (24 sierpnia 1482 – 1 lutego 1483) – Jon Svaleson Smør jako regent |                           |          |                       |                             |                   |                 |                                            |
| 44 | Jan Hans                  |          | 2 lutego 1455 Aalborg | 20 lutego 1513 Aalborg      | 20 lipca 1483     | 20 lutego 1513  | Chrystian I Oldenburg Dorota brandenburska |
| Bezkrólewie (20 lutego 1513 – 22 lipca 1513) – arcybiskup Eric Walkendorf jako przewodniczący Rady Królestwa                                                                     |                           |          |                       |                             |                   |                 |                                            |
| 45 | Chrystian II Christian II |          | 1 lipca 1481 Nyborg   | 25 stycznia 1559 Kalundborg | 22 lipca 1513     | 5 sierpnia 1524 | Jan II Oldenburg Krystyna saska            |
| Bezkrólewie (5 sierpnia 1524 – 23 sierpnia 1524) – arcybiskup Olav Engelbrektsson jako przewodniczący Rady Królestwa                                                             |                           |          |                       |                             |                   |                 |                                            |

## Królestwo Danii i Norwegii(1536–1814)

### Oldenburgowie
| # | Imię                        |          | Lata życia                       | Lata życia                      | Czas rządów          | Czas rządów          | Rodzice                                                         |
| # | Imię                        | Urodzony | Zmarł                            | Od                              | Do                   |                      | Rodzice                                                         |
| --- | --------------------------- | -------- | -------------------------------- | ------------------------------- | -------------------- | -------------------- | --------------------------------------------------------------- |
| 46 | Fryderyk I Frederik I       |          | 7 października 1471 Haderslevhus | 10 kwietnia 1533 Gottorp        | 23 sierpnia 1524     | 10 kwietnia 1533     | Chrystian I Oldenburg Dorota brandenburska                      |
| Bezkrólewie (10 kwietnia 1533 – 1 kwietnia 1537) – Olav Engelbrektsson jako przewodniczący Rady Królestwa |                             |          |                                  |                                 |                      |                      |                                                                 |
| 47 | Chrystian III Christian III |          | 12 sierpnia 1503 Gottorp         | 1 stycznia 1559 Koldynga        | 1537                 | 1 stycznia 1559      | Fryderyk I Oldenburg Anna Hohenzollern                          |
| 48 | Fryderyk II Frederik II     |          | 1 lipca 1534 Hadersleben         | 4 kwietnia 1588 Antvorskov      | 1 stycznia 1559      | 4 kwietnia 1588      | Chrystian III Oldenburg Dorota von Sachsen-Lauenburg            |
| 49 | Chrystian IV Christian IV   |          | 12 kwietnia 1577 Frederiksborg   | 28 lutego 1648 Kopenhaga        | 4 kwietnia 1588      | 28 lutego 1648       | Fryderyk II Oldenburg Zofia von Mecklemburg-Schwerin            |
| 50 | Fryderyk III Frederik III   |          | 18 marca 1609 Haderslev          | 9 lutego 1670 Kopenhaga         | 6 lipca 1648         | 9 lutego 1670        | Chrystian IV Oldenburg Anna Katarzyna Brandenburska             |
| 51 | Chrystian V Christian V     |          | 15 kwietnia 1646 Flensburg       | 25 sierpnia 1699 Kopenhaga      | 9 lutego 1670        | 25 sierpnia 1699     | Fryderyk III Oldenburg Zofia Amelia Brunswick-Lüneburg          |
| 52 | Fryderyk IV Frederik IV     |          | 11 października 1671 Kopenhaga   | 12 października 1730 Odense     | 25 sierpnia 1699     | 12 października 1730 | Chrystian V Oldenburg Charlotta Amelia von Hessen-Kassel        |
| 53 | Chrystian VI Christian VI   |          | 30 listopada 1699 Kopenhaga      | 6 sierpnia 1746 Hørsholm        | 12 października 1730 | 6 sierpnia 1746      | Fryderyk IV Oldenburg Ludwika Meklemburska                      |
| 54 | Fryderyk V Frederik V       |          | 31 marca 1723 Kopenhaga          | 14 stycznia 1766 Christiansborg | 6 sierpnia 1746      | 14 stycznia 1766     | Chrystian VI Oldenburg Zofia Magdalena von Brandenburg-Kulmbach |
| 55 | Chrystian VII Christian VII |          | 29 stycznia 1749 Kopenhaga       | 13 marca 1808 Rendsburg         | 14 stycznia 1766     | 13 marca 1808        | Fryderyk V Oldenburg Ludwika Hanowerska                         |
| 56 | Fryderyk VI Frederik VI     |          | 28 stycznia 1768 Kopenhaga       | 12 marca 1839 Kopenhaga         | 13 marca 1808        | 7 lutego 1814        | Chrystian VII Oldenburg Karolina Matylda Hanowerska             |

## Królestwo Norwegii(1814)

### Oldenburgowie
| #                                                                            | Imię                                  |          | Lata życia                 | Lata życia                 | Czas rządów  | Czas rządów          | Rodzice                                           |
| #                                                                            | Imię                                  | Urodzony | Zmarł                      | Od                         | Do           |                      | Rodzice                                           |
| ---------------------------------------------------------------------------- | ------------------------------------- | -------- | -------------------------- | -------------------------- | ------------ | -------------------- | ------------------------------------------------- |
| Bezkrólewie (19 lutego 1814 – 19 maja 1814) – Christian Fryderyk jako regent |                                       |          |                            |                            |              |                      |                                                   |
| 57                                                                           | Chrystian Fryderyk Christian Frederik |          | 18 września 1786 Kopenhaga | 20 stycznia 1848 Kopenhaga | 19 maja 1814 | 10 października 1814 | Fryderyk Oldenburg Zofia z Meklemburgii-Schwerinu |
| Bezkrólewie (10 października 1814 – 10 listopada 1814) – Rada Stanu          |                                       |          |                            |                            |              |                      |                                                   |

## Unia szwedzko-norweska(1814–1905)

### Oldenburgowie, linia Holstein-Gottorp
| #  | Imię             |          | Lata życia                    | Lata życia              | Czas rządów       | Czas rządów   | Rodzice                                    |
| #  | Imię             | Urodzony | Zmarł                         | Od                      | Do                |               | Rodzice                                    |
| -- | ---------------- | -------- | ----------------------------- | ----------------------- | ----------------- | ------------- | ------------------------------------------ |
| 58 | Karol II Carl II |          | 7 października 1748 Sztokholm | 5 lutego 1818 Sztokholm | 10 listopada 1814 | 5 lutego 1818 | Adolf Fryderyk Ludwika Ulryka Hohenzollern |

### Dynastia Bernadotte
| #                                                                 | Imię                         |          | Lata życia                 | Lata życia               | Czas rządów      | Czas rządów      | Rodzice                                             |
| #                                                                 | Imię                         | Urodzony | Zmarł                      | Od                       | Do               |                  | Rodzice                                             |
| ----------------------------------------------------------------- | ---------------------------- | -------- | -------------------------- | ------------------------ | ---------------- | ---------------- | --------------------------------------------------- |
| 59                                                                | Karol III Jan Carl III Johan |          | 26 stycznia 1763 Pau       | 8 marca 1844 Sztokholm   | 5 lutego 1818    | 8 marca 1844     | Henri Bernadotte Jeanne St. Jean                    |
| 60                                                                | Oskar I Oscar I              |          | 4 lipca 1799 Paryż         | 8 lipca 1859 Sztokholm   | 8 marca 1844     | 8 lipca 1859     | Karol III Jan Bernadotte Dezyderia Clary-Bernadotte |
| 61                                                                | Karol IV Carl IV             |          | 3 maja 1826 Sztokholm      | 18 września 1872 Malmö   | 8 lipca 1859     | 18 września 1872 | Oskar I Józefina de Beauharnais-Bernadotte          |
| 62                                                                | Oskar II Oscar II            |          | 21 stycznia 1829 Sztokholm | 8 grudnia 1907 Sztokholm | 18 września 1872 | 7 czerwca 1905   | Oskar I Józefina de Beauharnais-Bernadotte          |
| Bezkrólewie (7 czerwca 1905 – 27 listopada 1905) – Minister Stanu |                              |          |                            |                          |                  |                  |                                                     |

## Królestwo Norwegii(od 1905)

### Oldenburgowie, linia Schleswig-Holstein-Sonderburg-Glücksburg
| #  | Imię          |          | Lata życia                | Lata życia            | Czas rządów       | Czas rządów      | Rodzice                                |
| #  | Imię          | Urodzony | Zmarł                     | Od                    | Do                |                  | Rodzice                                |
| -- | ------------- | -------- | ------------------------- | --------------------- | ----------------- | ---------------- | -------------------------------------- |
| 63 | Haakon VII    |          | 3 sierpnia 1872 Kopenhaga | 21 września 1957 Oslo | 27 listopada 1905 | 21 września 1957 | Fryderyk VIII Duński Lovisa Bernadotte |
| 64 | Olaf V Olav V |          | 2 lipca 1903 Sandringham  | 17 stycznia 1991 Oslo | 21 września 1957  | 17 stycznia 1991 | Haakon VII Maud Koburg                 |
| 65 | Harald V      |          | 21 lutego 1937 Skaugum    |                       | 17 stycznia 1991  |                  | Olaf V Marta Bernadotte                |

## Unie personalne
- 1000–1014 – z Danią
- 1013–1014 – z Anglią
- 1028–1035 – z Anglią i Danią
- 1042–1047 – z Danią
- 1319–1343 – ze Szwecją
- 1380–1814 – z Danią (1397–1523 unia kalmarska)
- 1389–1523 – ze Szwecją (od 1397 unia kalmarska)
- 1814–1905 – ze Szwecją